# 阿波罗贝
阿波罗贝（Apollo Bay）是位於澳大利亞維多利亞州西南部的一個海岸小鎮。據2011年澳大利亞人口普查，阿波罗贝有人口1,095人。阿波罗贝現在主要的產業是旅遊業。

## 旅游
阿波罗贝背靠奥特维山脉（Otway Range），是大洋路（Great Ocean Road）中的一站，生活和商业设施齐备，不少自驾游览大洋路的游客会选择在这里停留或过夜。
阿波罗湾的海滩风浪较小，适合游泳和家庭休闲，主要海滩有：
- 主海滩（Main Beach）
- 谢莉海滩（Shelley Beach）
- 锡恩斯溪（Scenes Creek）
- 野狗海滩（Wild Dog Beach）

## 外部連結

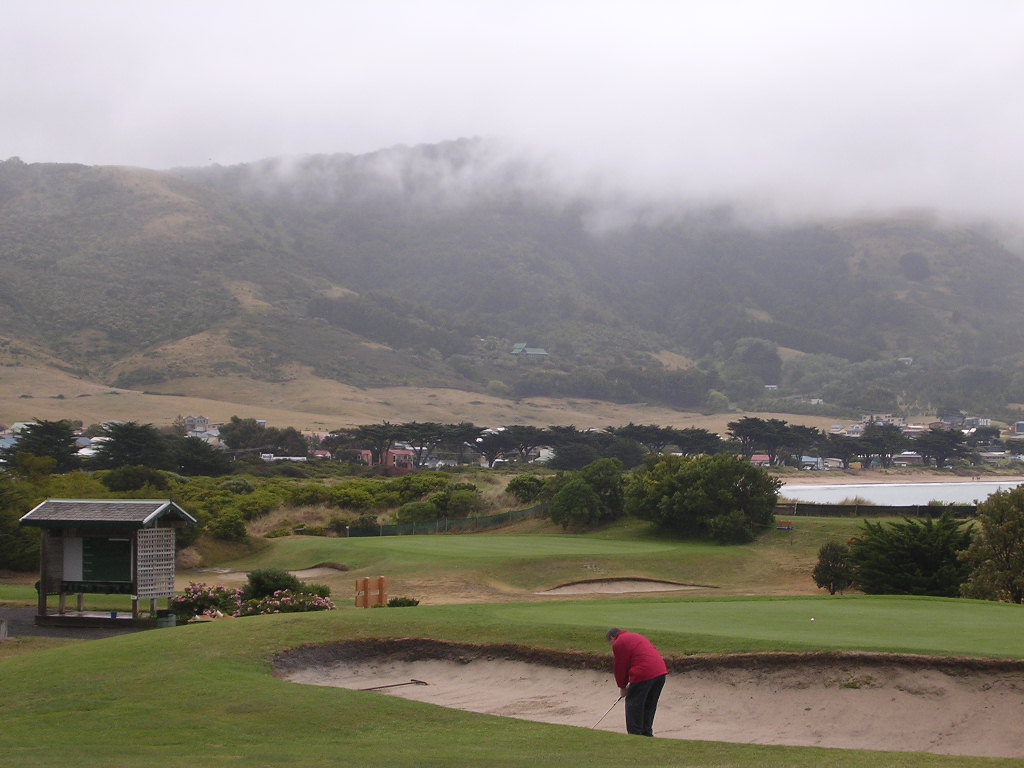
Apollo Bay Golf Club

维基共享资源上的相關多媒體資源：阿波罗贝
- 维基导游上有關Apollo Bay的旅行指南
- Apollo Bay （页面存档备份，存于） - Community Website
- Apollo Bay （页面存档备份，存于） - Official government tourism website.
- Apollo Bay （页面存档备份，存于）
- Apollo Bay （页面存档备份，存于） - Tourist Information.